# چاریشسکویه (شهرستان چاریشسکی، سرزمین آلتای)
چاریشسکویه (به لاتین: Charyshskoye) یک شهر و روستا در روسیه است که در شهرستان چاریشسکی واقع شده‌است.